# Léon Hennique

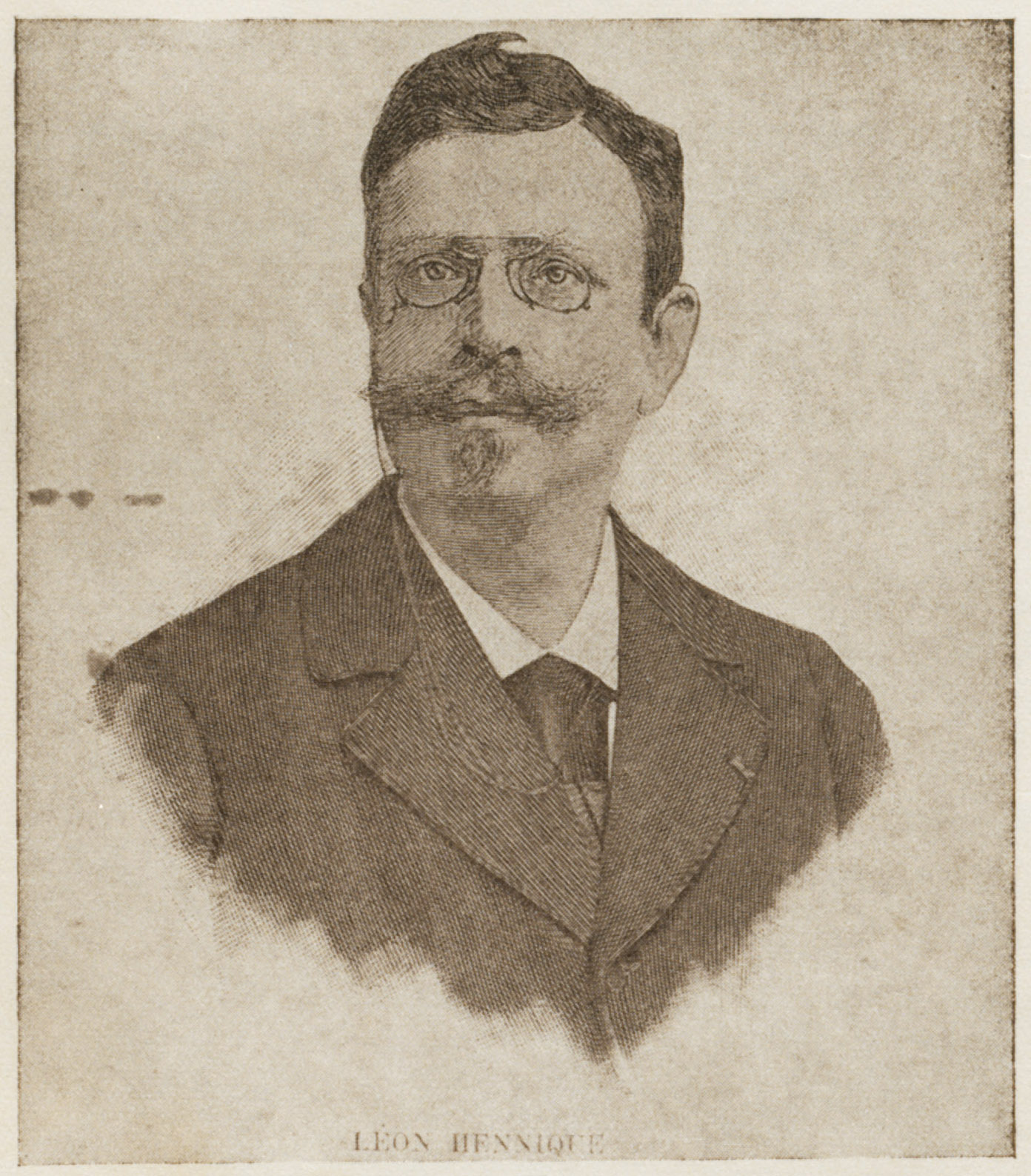
Léon Hennique.

Léon Hennique, född den 4  november 1851 på Guadeloupe, död den 25 december 1935 i Paris, var en fransk författare.
Hennique visade sig starkt påverkad av Zolas naturalism i sina romaner (bland andra L'accident de M. Hébert (1883) och Minnie Brandon, 1899) och teaterpjäser (La mort du duc d'Enghien, 1886; Amour, 1890, L'argent d'autrui, 1894, med flera). Han var medlem av Goncourtakademien.